# Izuzimanje od primjene prava u Europskoj uniji
██ Država s izuzećenjem
██ Država bez izuzeća
Zakon Europske unije vrijedi u svih dvadeset i sedam država članica Europske unije. Međutim, povremeno države članice pregovaraju o određenim izuzećima od primjene zakonodavstva ili ugovora Europske unije, što znači da ne moraju sudjelovati u određenim područjima politike. Trenutno tri države imaju takva izuzeća: Danska (tri izuzeća), Republika Irska (dva izuzeća) i Poljska (jedno izuzeće). Ujedinjeno Kraljevstvo je imalo razna izuzeća (engleski: opt-out) i sudjelovanja (opt-in) od primjene prava EU-a prije napuštanja Unije.
Izuzimanje od primjene prava EU, odnosno opt-out, razlikuje se od poboljšane suradnje, mjere uvedene Amsterdamskim ugovorom, kojom najmanje devet država članica EU-a može surađivati u strukturi Europske unije bez uključivanja drugih država članica. Izuzetak se također razlikuje razlikuje od Mehanizma za suradnju i provjeru trajnog nepridržavanja acquisa, gdje se zemlji članici tim mehanizmom postavljaju određene suspenzije (npr. blokiranje povlačenja sredstava iz EU fondova, nemogućnost učlanjenja u Schengenski prostor i sl.) a ukidanje istih se uvjetuje ispunjavanjem određenih mjerila od strane pogođene zemlje članice.

## Sadašnja izuzeća od primjene prava Europske unije
Od 2020. tri države imaju formalna izuzeća od primjene prava EU-a (Opt-out) u ukupno pet područja politike.

### Schengenski sporazum - Irska
██ EU member states participating
██ EU member states not participating but obliged to join
██ EU member states with an opt-out
██ non-EU member states participating
██ non-EU member states de facto participating
██ non-EU member states with an open border
Schengenskim sporazumom ukinuta je granična kontrola između država članica. Kada ga je Amsterdamski ugovor iz 1997. godine uključio u Ugovore EU-a, Irska i Ujedinjeno Kraljevstvo (tadašnja država članica) dobile su pravo na izuzeće od primjene schengenske <i id="mwPw">pravne stečevine,</i> jer su jedine države članice EU koje nisu potpisale ovaj sporazum. Irska se pridružila Velikoj Britaniji u usvajanju ove mogućnosti jer je htjela zadržati otvorenu granicu sa Sjevernom Irskom putem Zajedničkog putničkog područja (CTA). Međutim, protokol o schengenskoj pravnoj stečevini precizirao je da ove zemlje mogu zatražiti da sudjeluju u schengenskim mjerama od slučaja do slučaja, ukoliko to žele, uz jednoglasno odobrenje ostalih država sudionica.
Velika Britanija službeno je zatražila sudjelovanje (sudjelovanje u primjeni prava Europske Unije, na engleskom jeziku: Opt-in) u određenim odredbama schengenske pravne stečevine – Glava III koja se odnosi na policijsku sigurnost i pravosudnu suradnju – 1999. godine, a Vijeće Europske unije to je odobrilo 29. svibnja 2000. Sudjelovanje Ujedinjenog Kraljevstva u nekim od prethodno odobrenih područja suradnje odobreno je odlukom Vijeća iz 2004. koja je stupila na snagu 1. siječnja 2005. Naknadnom odlukom Vijeća 2015. odobrena je provedba odredbe o zaštiti podataka i schengenskog informacijskog sustava Ujedinjenom Kraljevstvu. Irska je 2002. godine podnijela zahtjev za sudjelovanje u schengenskoj pravnoj stečevini, što je odobrilo Vijeće Europske unije. Odlukom Vijeća 2020. Irskoj je odobrena provedba odredbe o zaštiti podataka i schengenskog informacijskog sustava.
Protokol o schengenskoj pravnoj stečevini i protokol o Danskoj u Ugovoru iz Amsterdama predviđaju da će Danska, koja je potpisala protokol o pristupanju Schengenskom sporazumu, i dalje biti vezana odredbama i da će imati mogućnost sudjelovanja u budućem razvoju Schengenskog sporazuma pravne stečevine Europske unije, ali to će činiti na međuvladinoj osnovi, a ne prema zakonu EU-a, zbog odredbi koje su spadale u stup pravosuđa i unutarnjih poslova, gdje Danska ima izuzetak (Opt-out) od prijeme prava. Međutim, protokol predviđa da će ako Danska odluči ne provoditi budući razvoj schengenske pravne stečevine, EU i njene države članice "razmotriti odgovarajuće mjere koje treba poduzeti". U pregovorima o Lisabonskom ugovoru Danska je dobila mogućnost pretvaranja svog izuzeća u području slobode, sigurnosti i pravde (koje je uključivalo bivši stup pravosuđa i unutarnjih poslova) u fleksibilne sudjelovanje (Opt-in) u primjeni ovoga prava, po uzoru na irske i britanske opt-outove. Protokol predviđa da će, ako Danska izvrši ovu mogućnost, tada ona biti vezana schengenskom pravnom stečevinom prema zakonu EU-a, a ne na međuvladinoj osnovi. Na referendumu 3. prosinca 2015. godine 53,1% odbilo je ovu mogućnost.
Prije obnove Zajedničkog putničkog područja 2011. godine, kada je britanska vlada predlagala da za ulazak u Ujedinjeno Kraljevstvo irskim građanima trebaju putovnice bilo je poziva da se Irska pridruži schengenskom području. Međutim, odgovarajući na pitanje o tom pitanju, Bertie Ahern, tadašnji irski premijer, izjavio je: „Na pitanje je li ovo kraj zajedničkog putničkog područja i trebamo li se pridružiti Schengenu, odgovor je »ne«.” U Velikoj Britaniji je ovaj izuzetak (Opt-out) kritiziran zbog smanjenja sposobnosti države u zaustavljanju transnacionalnog kriminala zbog nemogućnosti pristupa schengenskom informacijskom sustavu. Nakon izlaska Ujedinjenog Kraljevstva iz Europske unije, Irska je jedina država članica koja je izuzeta iz  Schengenskog sporazuma.

### Ekonomska i monetarna unija – Danska
Predložak:Euro accession mapSve države članice, osim Danske, ili su usvojile euro ili su zakonski obvezne to učiniti. Ugovor iz Maastrichta iz 1992. godine obuhvaćao je protokole o Velikoj Britaniji (tadašnjoj državi članici) i Danskoj, dajući im mogućnost opt-outa (izuzeća od primjene prava) s pravom da odluče hoće li se i kada pridružiti euru. Danska je naknadno obavijestila Vijeće Europskih zajednica o svojoj odluci da odustanu od eura, a to je bilo uključeno u dio Edinburškog sporazuma iz 1992., odluke Vijeća, donesene nakon prvobitnog odbijanja Ugovora iz Maastrichta na danskom referendumu 1992. godine. Svrha donošenja ovog sporazuma bila je pomoći povećati šanse za odobravanjem Ugovora iz Maastrichta na drugom danskom referendumu, što je i učinjeno. Danska odluka o opt-outu naknadno je formalizirana u izmijenjenom protokolu kao dio Lisabonskog ugovora.
Dansko je biračko tijelo na referendumu 2000. godine glasalo protiv pridruživanja Eurozoni gdje se tako izjasnilo 53,2% stanovništva,  naprema 46,8% stanovništva koja je bilo za ulazak u Eurozonu, i to pri odazivu od 87,6% birača.
U Velikoj Britaniji, laburistička vlada Tonyja Blaira tvrdila je da bi se Velika Britanija trebala pridružiti euru, ovisno o odobrenju na referendumu, ako se zadovolji pet ekonomskih testova. Ekonomski testovi su bili sljedeći:
1. Jesu li kompatibilni poslovni ciklusi i ekonomske strukture kako bismo i mi i ostali mogli trajno ugodno živjeti s kamatnim stopama u eurima?  2. Ako se pojave problemi, postoji li dovoljno fleksibilnosti za rješavanje?  3. Bi li se pridruživanjem EMU-u stvorili bolji uvjeti za tvrtke koje donose dugoročne odluke o ulaganju u Britaniju?  4. Kakav bi utjecaj ulazak u EMU imao na konkurentnu poziciju britanske industrije financijskih usluga, posebno banaka koje trguju na veliko u grofoviji City of London?  5. Ukratko, hoće li pridruživanje EMU promicati veći rast, stabilnost i trajni rast radnih mjesta?

Međutim, procjena tih ispitivanja u lipnju 2003. zaključila je da nisu svi kriteriji iz testova ispunjeni. Politika koalicijske vlade iz 2010., izabrana 2010., bila je protiv uvođenja eura prije općih izbora 2015. godine. Velika Britanija na kraju se povukla iz Europske unije 2020. godine, a Danska je ostala jedina država s opt-outom (izuzećem od primjene prava EU-a)..Iako su sve preostale zemlje članice EU-a na kraju dužne usvojiti euro prema uvjetima svojih pristupnih ugovora, budući da je članstvo u Mehanizmu deviznih tečajeva (ERM) preduvjet za usvajanje eura, a pristupanje ERM-u je dobrovoljno, te države u konačnici mogu kontrolirati vrijeme njihovog usvajanja eura namjerno ne pristupajući ERM-u.

### Obrana – Danska (Do 2022. godine)
██ States which participate in the CSDP
██ State with an opt-out from the CSDP
Edinburški sporazum iz 1992. godine obuhvaćao je jamstvo Danskoj da neće biti obvezna ući u Zapadnoeuropsku uniju koja je bila odgovorna za obranu. Uz to, sporazumom je predviđeno da Danska neće sudjelovati u raspravama ili biti obvezana odlukama EU-a s obrambenim implikacijama. Ugovor iz Amsterdama iz 1997. godine obuhvaćao je protokol koji je formalizirao ovo izuzeće iz Zajedničke sigurnosne i obrambene politike EU (ZSOP). Kao posljedica toga, Danska je isključena iz vanjskopolitičkih rasprava s obrambenim implikacijama i ne sudjeluje u stranim misijama s obrambenom komponentom. Nakon ruskog napada na Ukrajinu Danska se 01.07.2022. priključila Zajedničkoj Sigurnosnoj i obrambenoj politici.

### Povelja o temeljnim pravima Europske unije – Poljska
██ States parties to the Charter
██ States with an opt-out from the Charter
Iako nisu u potpunosti izuzete, i Poljska i bivša država članica Ujedinjeno Kraljevstvo osigurale su protokol koji pojašnjava kako će se Povelja o temeljnim pravima Europske unije, dio Lisabonskog ugovora, komunicirati s nacionalnim pravom u njihovim zemljama ograničavajući mjeru u kojoj bi europski sudovi mogli donositi odluke o pitanjima vezanim uz Povelju ako bi se pitanja iznijela pred sudove u Poljskoj ili Velikoj Britaniji. Tadašnja vladajuća stranka u Poljskoj, Zakon i pravda bila je zabrinuta da bi se moglo prisiliti Poljsku da homoseksualnim parovima odobri iste beneficije koje uživaju heteroseksualni parovi,  dok je Velika Britanija bila zabrinuta da bi se Povelja mogla koristiti za izmjenu britanskog radnog zakona, posebno zato što dopušta više štrajkova. Europski odbor za ispitivanje britanskog Donjeg doma, uključujući članove Laburističke stranke i Konzervativne stranke, izrazio je sumnju na tekst protokola tvrdeći da to pojašnjenje možda nije sročeno dovoljno snažno i jasno da bi se postigli vladini ciljevi. Velika Britanija na kraju se povukla iz Europske unije 2020. godine, a Poljska je ostala jedina država s opt-outom.
Nakon što je Građanska platforma pobijedila na parlamentarnim izborima 2007. godine u Poljskoj, objavila je da se neće izuzeti od primjene Povelje, ostavljajući Ujedinjeno Kraljevstvo kao jedinu državu koja je nije usvojila. Međutim, Donald Tusk, novi premijer i čelnik Građanske platforme, kasnije je ograničio to obećanje izjavivši da će razmotriti rizike prije potpisivanja Povelje a 23. studenog 2007. ipak je najavio da neće potpisati Povelju (usprkos činjenici da su i njegova stranka i njihov koalicijski partner, Poljska narodna stranka bili za potpisivanje), izjavivši da želi poštovati dogovore o kojima je pregovarala prethodna vlada i da mu je potrebna podrška Zakona i pravde kako bi stekao dvotrećinsku većinu potrebnu za ratifikaciju Lisabonskog ugovora u poljskom parlamentu. Ubrzo nakon potpisivanja sporazuma, poljski je Sejm donio rezoluciju kojom je izrazio želju da se može povući iz Protokola. Tusk je kasnije pojasnio da se može potpisati na Povelju nakon što se dogodi uspješna ratifikacija Lisabonskog ugovora. Međutim, nakon što je ugovor stupio na snagu, glasnogovornik poljskog predsjednika ustvrdio je da se Povelja već primjenjuje u Poljskoj, pa stoga nema potrebe za povlačenjme iz protokola. Također je izjavio da vlada nije aktivno pokušavala povući se iz protokola. Poljski ministar vanjskih poslova Radosław Sikorski, iz Građanske platforme, ustvrdio je da je protokol samo usko izmijenio primjenu povelje u Poljskoj, te da bi za formalno odricanje od izuzeća bila potrebna izmjena ugovora koju bi morale ratificirati sve države članice EU-a. U travnju 2012. Leszek Miller, čelnik Saveza demokratske ljevice, izjavio je da će potpisati povelju ako dođe na vlast.  Prema Andrewu Duffu, britanskom zastupniku u Europskom parlamentu, "od tada je osmišljen poljski ustavni mehanizam prema kojem Poljska može odlučiti o izmjenama ili povlačenjima iz Protokola, a takva mogućnost ostaje na pregledu."

#### Predloženo isključivanje Češke
Godine 2009. češki predsjednik Václav Klaus odbio je dovršiti ratifikaciju Lisabonskog ugovora osim ako Češkoj ne bude dano izuzeće iz Povelje o temeljnim pravima (kao što su to učinile Poljska i Ujedinjeno Kraljevstvo s Protokolom 30) strahujući da će Povelja dopustiti obitelji Nijemaca koji su protjerani s teritorija u današnje Češke nakon Drugog svjetskog rata mogućnost osporavanja protjerivanja pred sudovima EU, iako su pravni stručnjaci sugerirali da su zakoni prema kojima su Nijemci protjerani, zvani Benešove uredbe, ne potpadaju pod nadležnost prava EU-a. U listopadu 2009. čelnici EU-a složili su se izmijeniti protokol kako bi uključili Češku Republiku u vrijeme sljedećeg pristupnog ugovora.
U rujnu 2011. češka je vlada službeno podnijela zahtjev Vijeću da se izvrše obećane revizije ugovora kako bi se protokol proširio na Češku Republiku, a Europsko vijeće predložilo je nacrt amandmana u tom smislu. Međutim, češki Senat je u listopadu 2011. donio rezoluciju kojom se protivi njihovom pristupanju protokolu. Kada je hrvatski Ugovor o pristupanju 2011. potpisan krajem 2011., češki amandman na protokol nije bio uključen. U listopadu 2012. Odbor za ustavna pitanja Europskog parlamenta odobrio je izvješće u kojem se preporučuje protiv pristupanja Češke Republike Protokolu. Dana 11. prosinca 2012. objavljen je treći nacrt izvješća odbora Europskog parlamenta, a 22. svibnja 2013. Parlament je glasovao za poziv Europskom vijeću da "ne ispituje predložene izmjene i dopune Ugovora". Parlament je, međutim, unaprijed dao suglasnost da revizija ugovora za dodavanje Češke Republike Protokolu 30 ne zahtijeva novu konvenciju. U siječnju 2014. novi češki ministar za ljudska prava Jiří Dienstbier Jr. rekao je da će pokušati povući zahtjev svoje zemlje za opt-out. To je 20. veljače 2014. potvrdio novi premijer Bohuslav Sobotka, koji je povukao zahtjev za izuzećem tijekom sastanka s predsjednikom Europske komisije Joséom Manuelom Barrosom nedugo nakon što je njegova novoizabrana vlada dobila povjerenje Parlamenta. U svibnju 2014. Vijeće Europske unije službeno je povuklo svoju preporuku za održavanje Međuvladine konferencije država članica kako bi se razmotrile predložene izmjene i dopune ugovora.

### Područje slobode, sigurnosti i pravde – Danska i Irska
██ States which fully participate in the AFSJ
██ State with an opt-out that can opt in on a case-by-case basis in the AFSJ
██ State with an opt-out from the AFSJ

Irska ima fleksibilno isključivanje iz zakonodavstva usvojenog u području slobode, sigurnosti i pravde, što uključuje sva pitanja koja su prethodno bila dio stupa pravosuđa i unutarnjih poslova (JHA) prije Amsterdamskog ugovora. To joj omogućuje da se uključi ili isključi iz zakonodavstva i zakonodavnih inicijativa od slučaja do slučaja, što je obično i činila, osim u pitanjima koja se odnose na Schengen. Izuzimanje iz područja politike pravosuđa i unutarnjih poslova izvorno su dobile Irska i Ujedinjeno Kraljevstvo u protokolu uz Amsterdamski ugovor iz 1997., a obje su ga zadržale Lisabonskim ugovorom.
Prema Protokolu 36 Lisabonskog ugovora, Ujedinjeno Kraljevstvo je imalo mogućnost isključiti se iz svih zakona o policiji i kaznenom pravosuđu koji su usvojeni prije stupanja ugovora na snagu, a koji naknadno nisu izmijenjeni. Odluka o isključenju morala je biti donesena najmanje šest mjeseci prije nego što navedene mjere pređu u nadležnost Europskog suda pravde 1. prosinca 2014. Ujedinjeno Kraljevstvo je obavijestilo Europsko vijeće o svojoj odluci da iskoriste opt-out u srpnju 2013., i kao takvo zahvaćeno zakonodavstvo prestalo je primjenjivati na UK od 1. prosinca 2014. Iako je protokol dopuštao UK-u ili opciju isključivanja iz svih zakona ili niti jednog od njih, naknadno se UK priključilo nekim mjerama iz protokola.
S druge strane Danska ima strože isključenje iz područja slobode, sigurnosti i pravde. Dok je Edinburškim sporazumom iz 1992. propisano da će "Danska u potpunosti sudjelovati u suradnji na području pravosuđa i unutarnjih poslova", Ugovor iz Amsterdama iz 1997. uključio je protokol koji joj dozvoljava  izuzimanje, po pitanju zakona EU-a, od sudjelovanja u ovoj politici područja, koja se umjesto toga provode na međuvladinoj osnovi s Danskom. Izuzetak su pravila o šengenskim vizama. Kada se usvoji mjera koja se nadovezuje na schengensku pravnu stečevinu, Danska ima šest mjeseci da odluči hoće li je primijeniti. Ako Danska odluči provesti tu mjeru, ona preuzima snagu međunarodnog sporazuma između Danske i schengenskih država. Neuspjeh Danske da provede schengensku mjeru mogao bi rezultirati njezinim isključenjem iz schengenskog prostora. Između EU-a i Danske sklopljen je niz drugih paralelnih međuvladinih sporazuma kako bi se na nju proširile uredbe EU-a usvojene u području slobode, sigurnosti i pravde, u kojima Danska ne može izravno sudjelovati zbog svog isključenja. To uključuje Bruxellesku konvenciju i Dublinsku konvenciju.
U pregovorima o Lisabonskom ugovoru, Danska je dobila amandman na protokol kako bi joj se dala mogućnost pretvaranja opt-outa u fleksibilni opt-in po uzoru na irski i britanski opt-out. Na referendumu 3. prosinca 2015. 53,1% glasača je odbilo ovu opciju.

## Sažeta tablica
| Country | # of opt-ins or opt‑outs | Policy area                           | Policy area                       | Policy area                        | Policy area                                  | Policy area                   | Policy area    |
| Country | # of opt-ins or opt‑outs | Schengen Area                         | Economic and Monetary Union (EMU) | Security and Defence Policy (CSDP) | Area of freedom, security and justice (AFSJ) | Charter of Fundamental Rights | Social Chapter |
| --- | ------------------------ | ------------------------------------- | --------------------------------- | ---------------------------------- | -------------------------------------------- | ----------------------------- | -------------- |
| Denmark | 3                        | Opt-out (intergovernmental agreement) | Opt-out                           | Opt-out                            | Opt-out                                      | No opt-out                    | No opt-out     |
| Ireland | 2                        | Opt-out (opt-in)                      | No opt-out                        | No opt-out                         | Opt-out (opt-in)                             | No opt-out                    | No opt-out     |
| Poland | 1                        | No opt-out                            | No opt-out                        | No opt-out                         | No opt-out                                   | Opt-out                       | No opt-out     |
| United Kingdom † | 4                        | Opt-out (opt-in)                      | Opt-out                           | No opt-out                         | Opt-out (opt-in)                             | Opt-out                       | Former opt-out |
| Legend |                          |                                       |                                   |                                    |                                              |                               |                |
| - Opt-out (opt-in) — opt-in – possibility to opt in on a case-by-case basis - Opt-out – opt-out in place - Former opt-out – former opt-out that was subsequently abolished - Opt-out (intergovernmental agreement) – participates on an intergovernmental basis, but No opt-out under EU law - No opt-out – fully No opt-out in policy area - † - No longer a member state of the European Union, opt-outs shows status at the time of UK withdrawal from the EU |                          |                                       |                                   |                                    |                                              |                               |                |